# 並列型民家

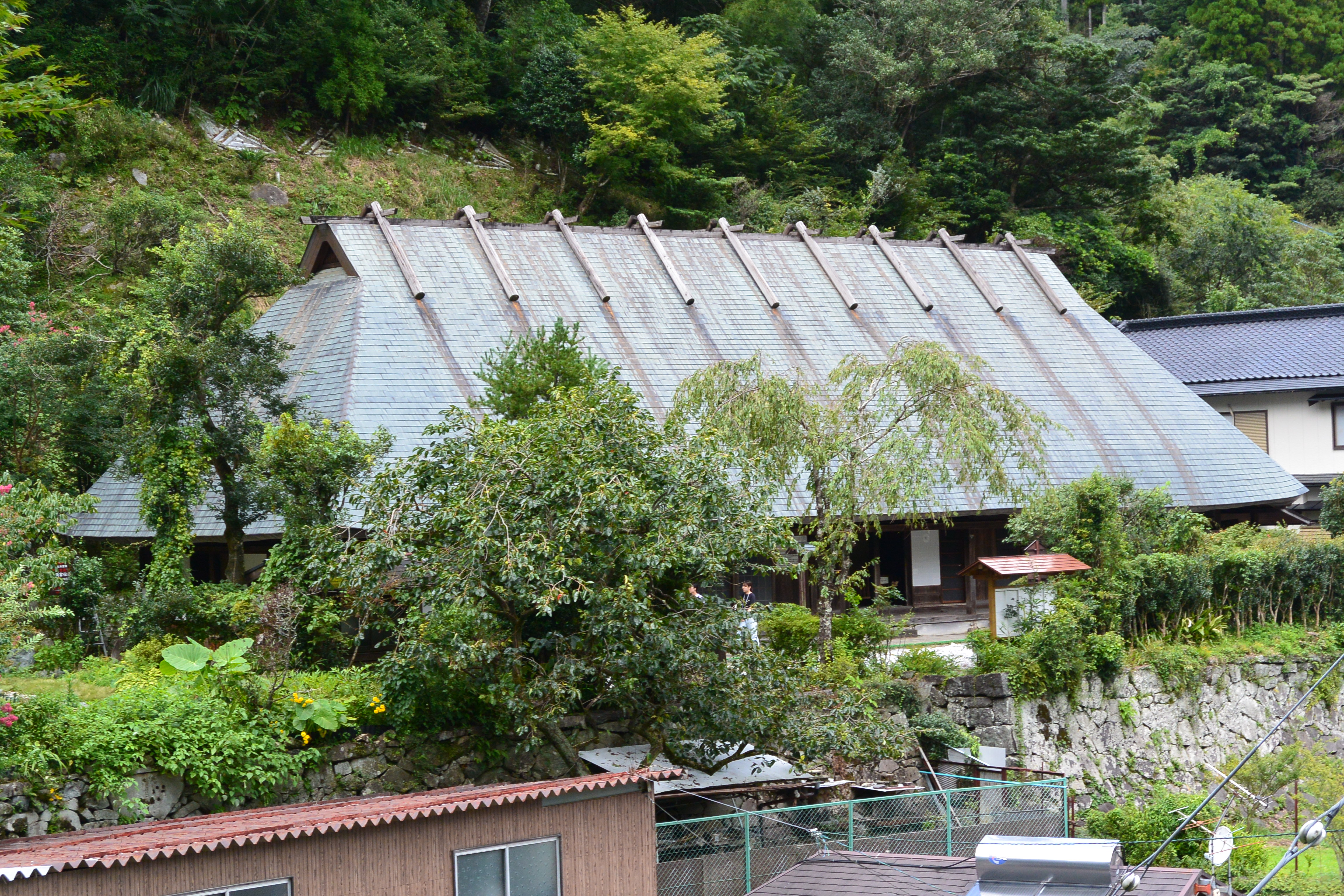
宮崎県椎葉村の重要文化財那須家住宅（鶴富屋敷）、斜面を開削した土地に建てられており、背面は崖で前面は石垣設けている。

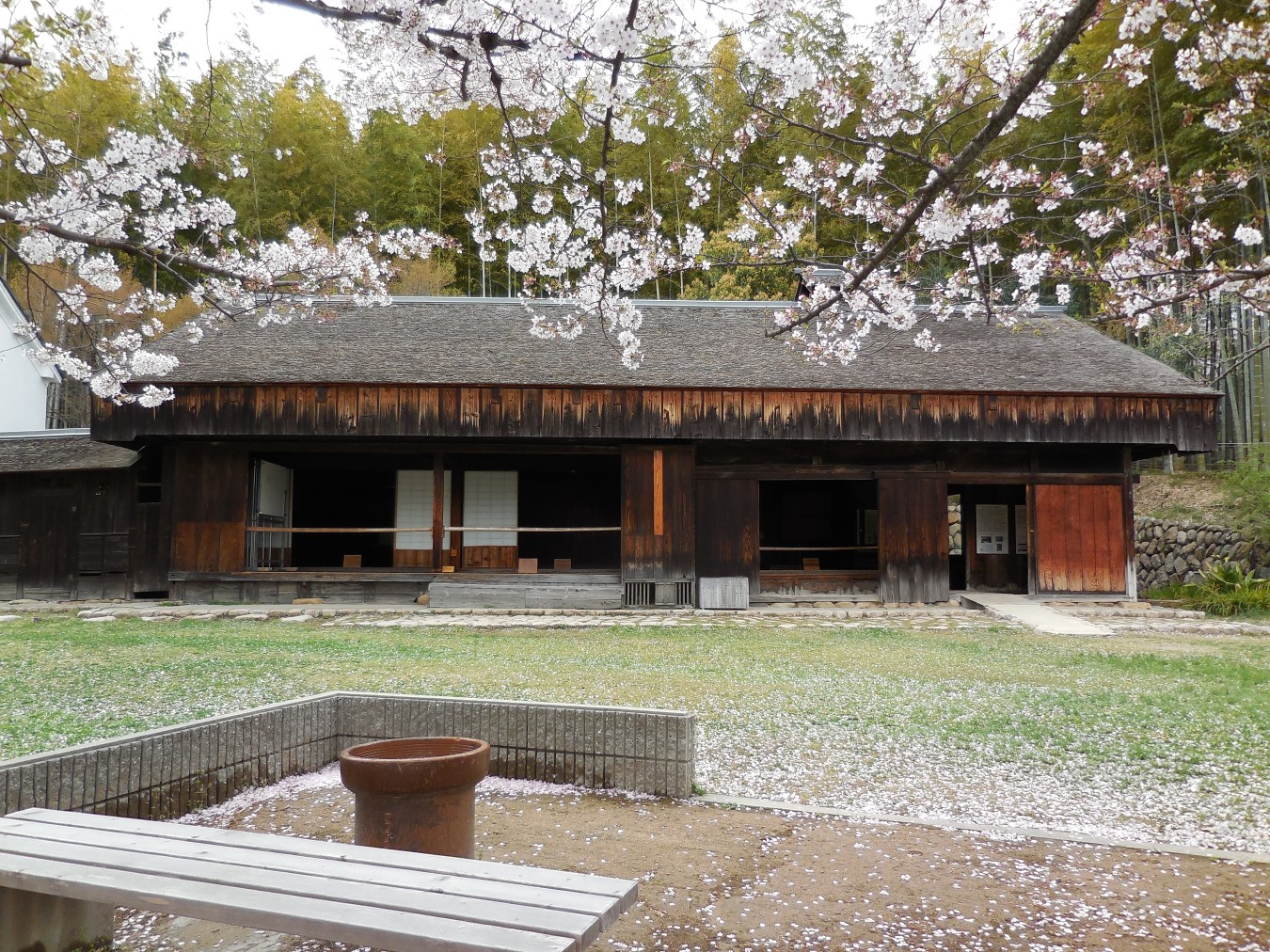
日本民家集落博物館に移設された奈良県十津川村の並列型民家（府指定有形文化財）の外観。屋根は杉板で葺かれている。

並列型民家（へいれつがたみんか）とは、部屋を横一列に並べた間取りの民家。急峻な傾斜地に営まれる集落で多く見かけられる。そうした場所では幅広い平地が得られないため、奥行きの狭い細長い台地に建設される屋敷は必然的に部屋が横一列に並んだ形式となる。宮崎県東臼杵郡椎葉村にある国の重要文化財の那須家住宅（鶴富屋敷とも呼ばれる）は並列型民家の代表例である。並列型民家の間取りは「椎葉型」とも呼ばれる。

## 概要
斜面に造成される宅地のため、宅地背後の山肌を削り、前面には石垣を設ける事が多い。こういう場所に建てられた家は背面からの採光が望めないため、後壁は全面的に閉鎖されて押入れ・戸棚・仏壇や神棚が設けられる。前面は開放的で、平入りと呼ばれる幅広い出入口としたり、広縁を設けて居室として利用するところもある。急峻な山地では良質な壁土の入手が困難なため板壁造りが多く、屋根は茅葺や板葺きである。

## 主な分布
並列型民家は急斜面に集落がある地域に見られる。
- 九州　高千穂、椎葉、五箇荘。椎葉地区では並列型民家を「竿家造り」と呼ぶ[5]。椎葉村の那須家住宅（鶴富屋敷とも呼ばれる）[6]と椎葉村から大阪府服部緑地内日本民家集落博物館に移設された旧椎葉家住宅が国の重要文化財に登録されている。[7]
- 四国　剣山周辺の祖谷、高知県西北部の愛媛県に近い集落
- 中国　広島県と岡山県境の吉備高原
- 近畿　紀伊山地の十津川など
- 中部　天竜川流域の山地
- 関東　秩父山地

なお　宮崎県では北川町の北部平地や川南町の中部平地など、必ずしも急峻な傾斜地でない箇所にも並列型民家が分布している。

## 椎葉型民家の特徴

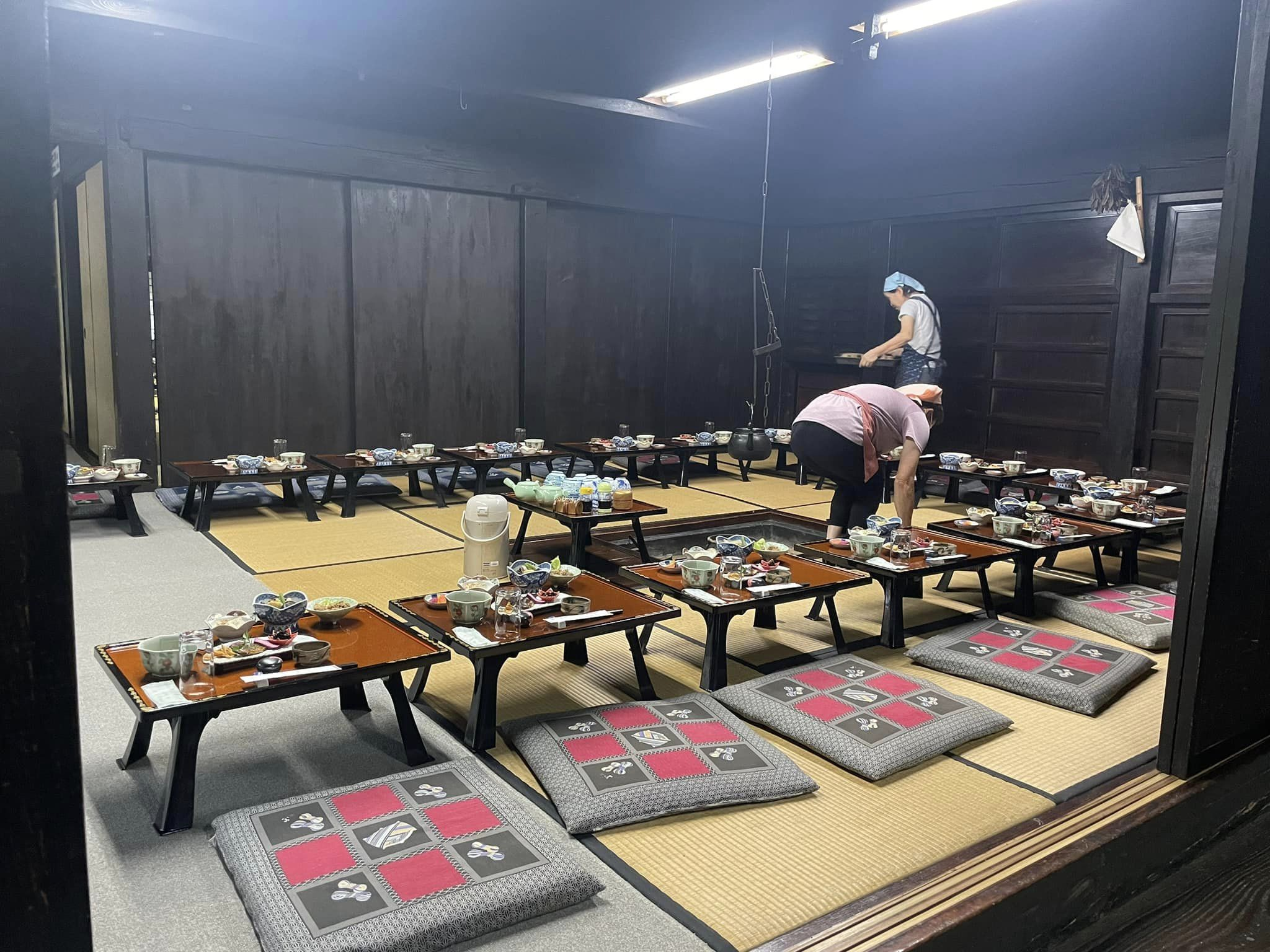
那須家住宅の土間「とじ」から見た座敷「うちね」での食事会準備風景、左の畳の色が異なる部分が内縁の「そとはら」、中央に囲炉裏がある。

椎葉村の那須家住宅を例にして解説する。横長の建物の後壁は開口部がなく、室内には戸棚類が造りつけてある。その前側に座敷が横に並び（この座敷列を「おはら」と呼ぶ）、「おはら」の外側に幅約2mの「そとはら」（内縁）があり、さらに外側に幅約1mの「ひえん」（外縁）がある。一列に並んだ座敷は左から「こざ」、「でい」、「つぼね」、「うちね」の四室が続き、その右にとじ（土間）がある。各部屋の役割は以下の通り。
- こざ　家の一番上手に当たる。小座敷の意味で奥の上座敷として使い、女性は入れない。神仏を祀る床の間が設置されている。神楽が行われるときは楽人の控室になる。こざ前の「そとはら」との間にはふすまなどの建具で仕切られていて、控室または女子や若夫婦の寝所になることもある。
- でい　近隣縁者との交際に用いる接客座敷。椎葉神楽を奉納する舞台にもなる。でいと「そとはら」の間の敷居には建具用の溝がない無目敷居となっている。神楽が行われるときは「そとはら」が客席になる。
- つぼね　寝室、夫婦の部屋。三室の民家では「つぼね」が省かれる。
- うちね　「うちねえ」とも「だいどこ」とも呼ばれ、家族が通常集まって暮らす部屋。内寝の名が示す通り家族の寝室にもなる。「そとはら」との間に仕切りは無く一体として使われた。
- とじ　炊事や農作業をする土間で、かまどが築かれている。とじの前面は建物一杯まであるので、ここには「そとはら」や「ひえん」は無い。

### ギャラリー
ここでは大阪の日本民家集落博物館に移設された椎葉の並列型民家（旧所有者椎葉彦蔵氏）の詳細を示す。屋根は茅葺で室内の調度は旧来の形式を残している。部屋の配列は椎葉村の那須家住宅とは逆で、正面から見て左に土間のどじがあり、順に「うちね」「でい」「こざ」が並ぶ。座敷の前側には内縁（上記那須家では「そとはら」と呼ばれていたが、この家では「したはら」と呼ぶ）と外縁（ひえん）がある。那須家住宅と同様に内縁と外縁は建具で仕切られているが、「うちね」と「でい」は内縁との間に仕切りは無く一体化している

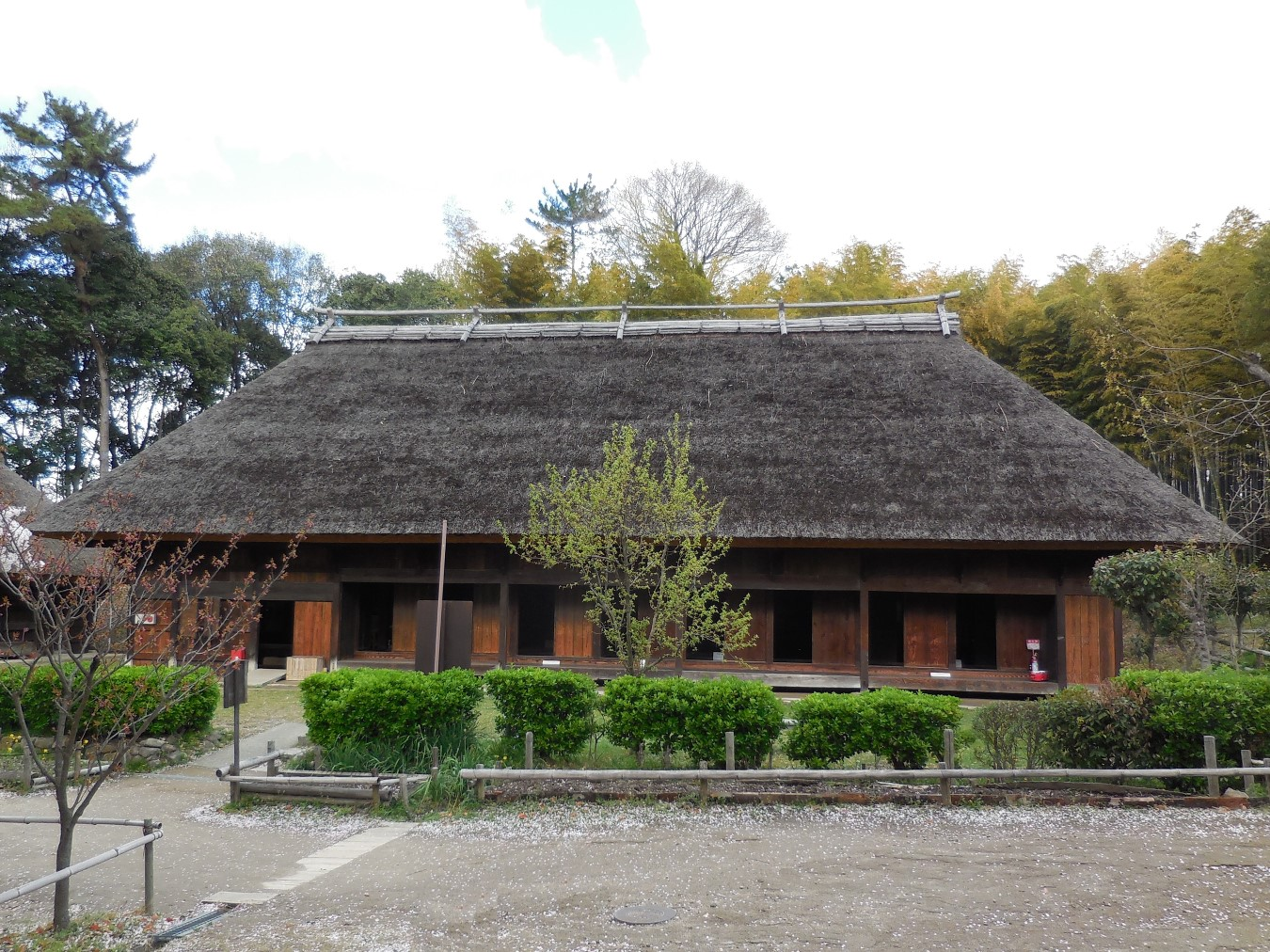
日本民家集落博物館に移設された日向椎葉の並列型民家（重要文化財）の外観。屋根は茅葺の寄棟に置き千木。
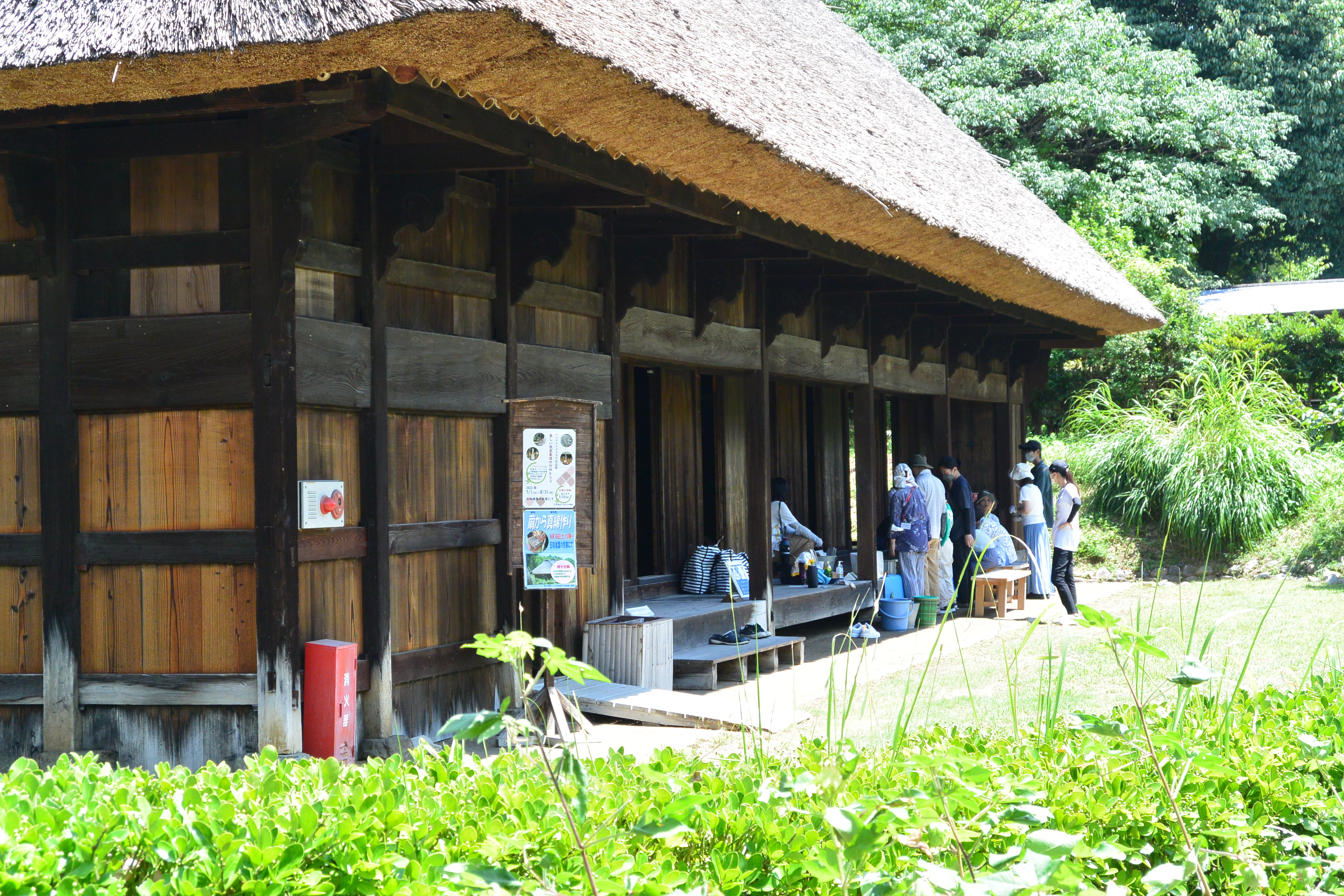
日向椎葉の並列型民家（重要文化財）の表側、開放的な外縁（ひえん）がよくわかる。
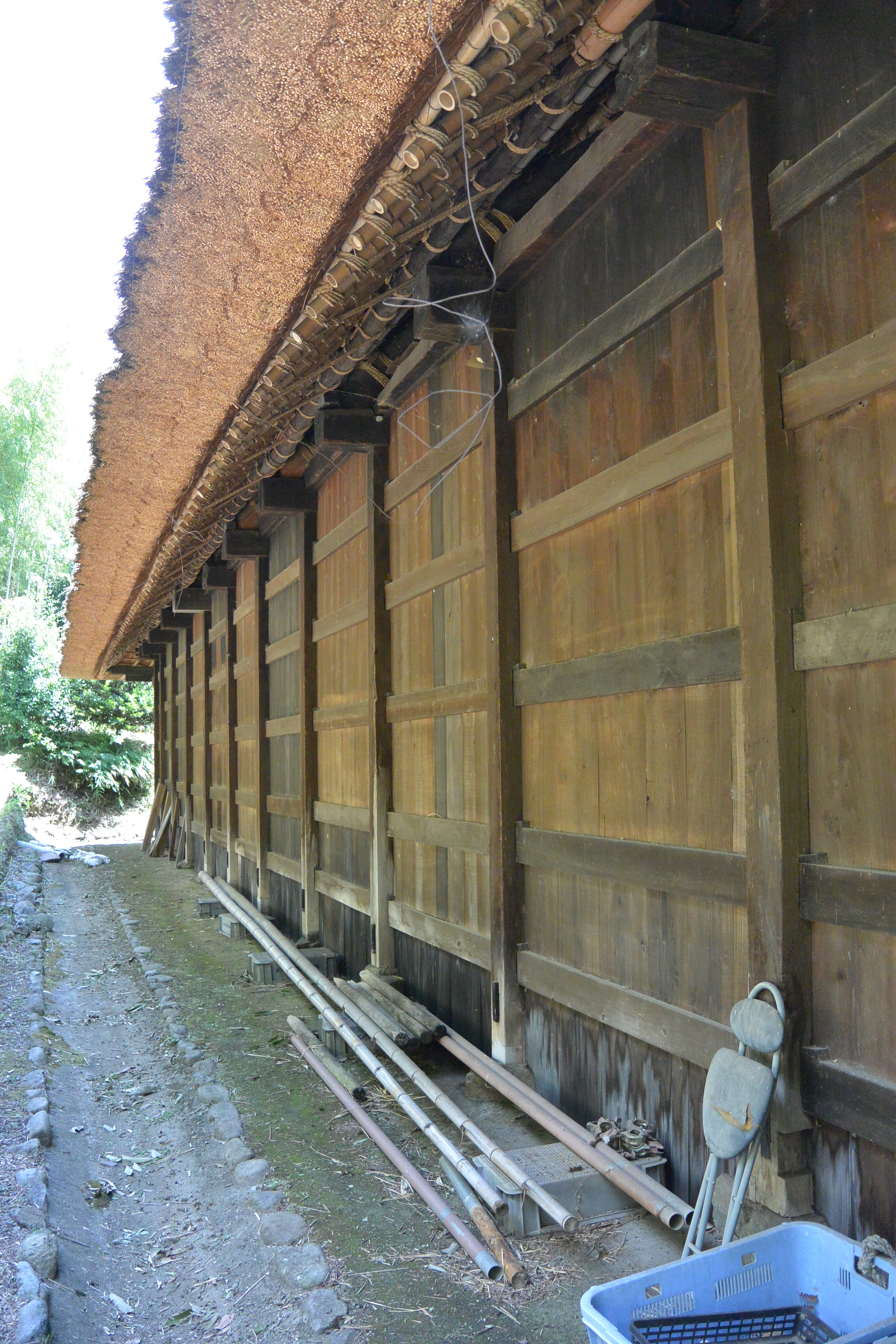
日向椎葉民家の後壁、斜面を削った崖に接しているので窓や出入口は一切無く板壁が伸びる。
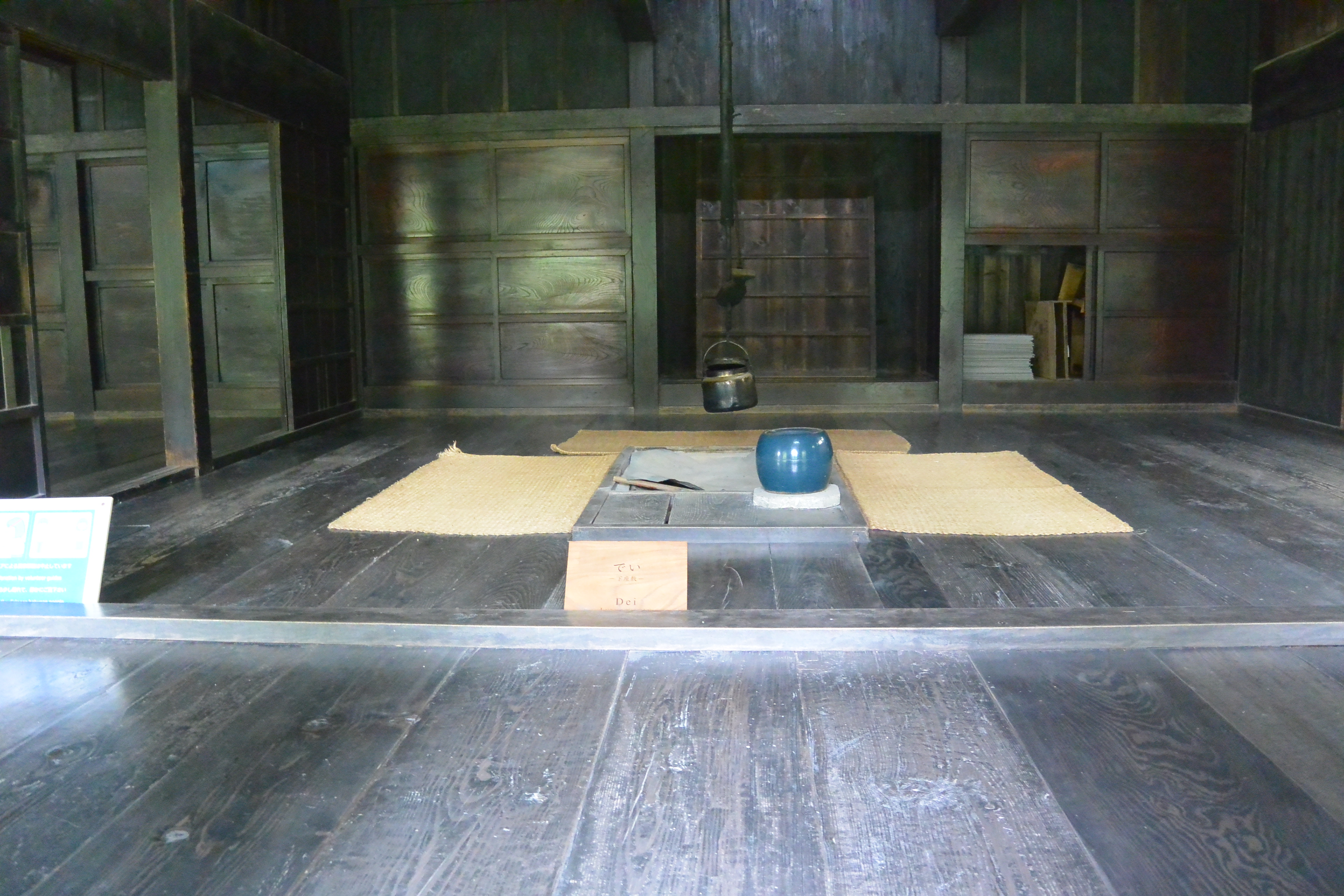
内縁（したはら）から見た「でい」、囲炉裏が設置されている。この部屋で椎葉神楽が奉納され、その際の見物人は内縁に座る。敷居は建具用の溝が無い「無目敷居」である。
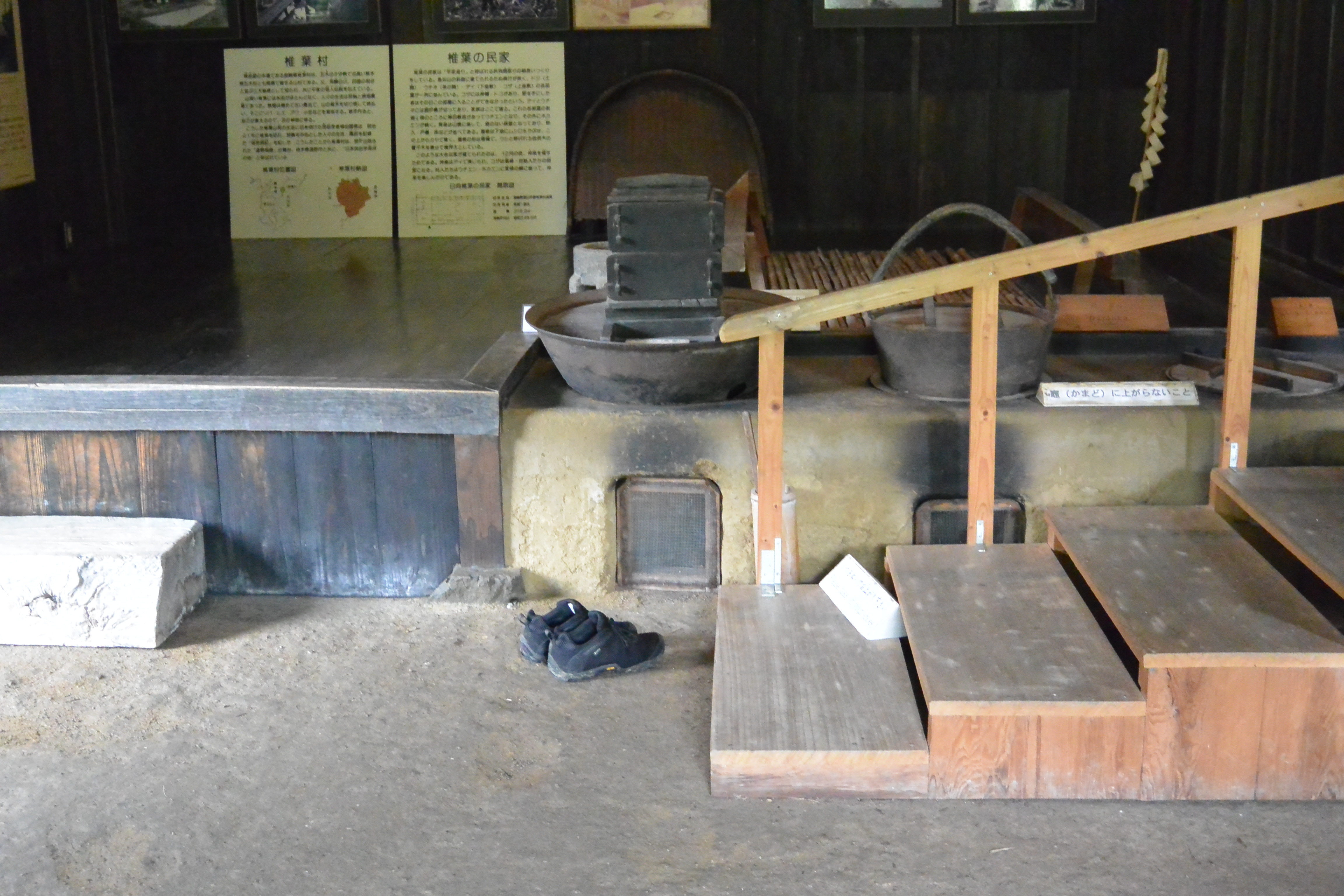
土間の内部。この家では　かまどの後ろの板張り部分を「だいどこ」と呼ぶ。
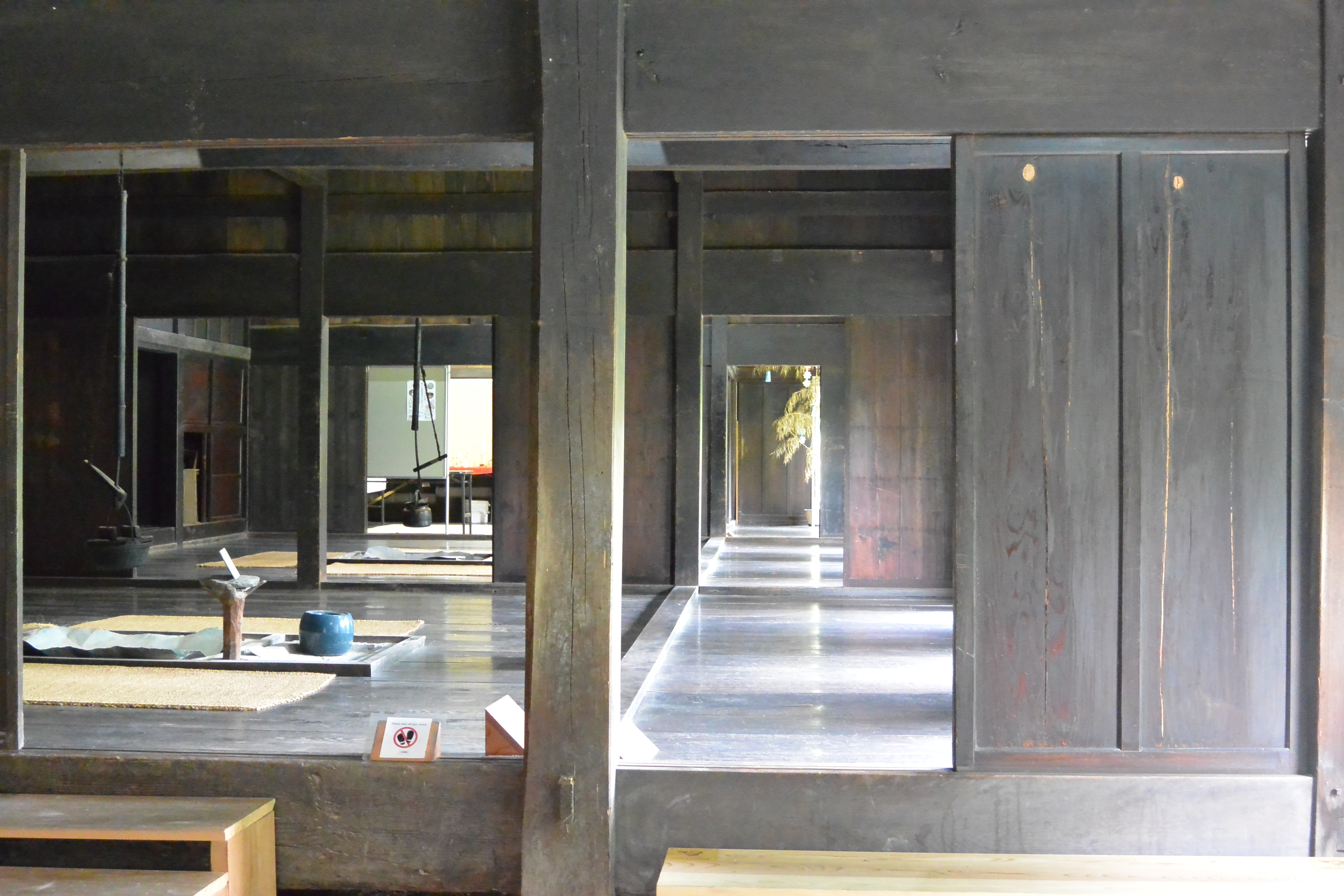
土間から家の長手方向を見る。左側が座敷列で手前から「うちね」「でい」「こざ」。その右に広い内縁（したはら）が通っている。写真では見えないがその右に外縁（ひえん）がある。